# Nachal Ono
Nachal Ono (hebrejsky נחל אונו) je krátké vádí v centrálním Izraeli, v regionu Guš Dan v pobřežní planině.
Začíná v prostoru města Savijon, pak směřuje k jihu hustě zastavěnou metropolitní oblastí v aglomeraci Tel Avivu. Na pravém břehu míjí město Kirjat Ono, pak následuje cca 1 kilometr dlouhý úsek volnější krajinou a potom koryto vstupuje opět do souvislé zástavby. Na levém břehu je to město Jehud-Monoson, na pravém Or Jehuda. Pak ústí na severním okraji areálu Ben Gurionova mezinárodního letiště do toku Nachal Jehud.
S prudkým rozvojem osídlení aglomerace Tel Avivu v 2. polovině 20. století byla voda v Nachal Ono kontaminována kanalizačními splašky z okolních obytných okrsků, zejména z města Jehud-Monoson. V současnosti je sice odpadové hospodaření již vyřešeno, ale vádí je po většinu roku suché. V úseku západně od Jehudu je zachován úek s původní vegetací a drobnou zvířenou.